# Cornelis van Dalen II

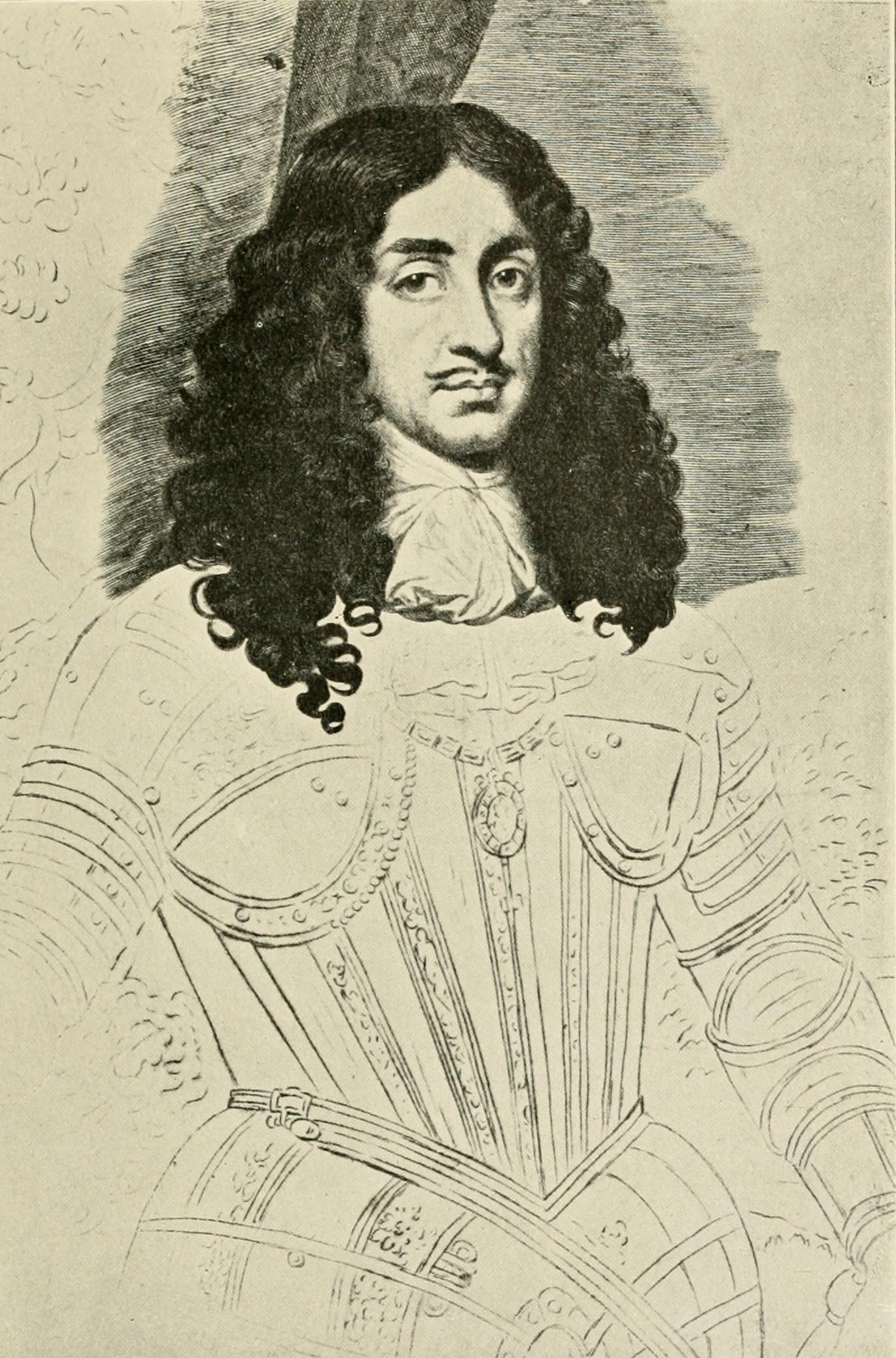
Ritratto incompiuto di Carlo II d'Inghilterra

Cornelis van Dalen II (Amsterdam, 28 dicembre 1638 (battezzato) – 9 ottobre 1664) è stato un incisore, pittore, disegnatore ed editore olandese del secolo d'oro.

## Biografia
Cornelis van Dalen II nacque battezatamente ad Amsterdam il 28 dicembre 1638. Figlio di Cornelis van Dalen I, apprese i rudimenti dell'arte dal padre. In seguito studiò presso Cornelis de Visscher II. Fu attivo nella città di Amsterdam dal 1655 al 1659.
Si dedicò principalmente all'esecuzione di ritratti, utilizzando colori ad olio. Realizzò incisioni a partire da opere di Peter Paul Rubens, Govert Flinck e Pieter Nason. Inoltre collaborò con Cornelis de Visscher II, Abraham Bloemaert e con suo padre all'esecuzione di alcune serie di ritratti. Tra le sue opere, vi sono anche incisioni di dipinti di autori veneti (i cosiddetti ritratti di Giorgione, Sebastiano del Piombo, Pietro Aretino e Giovanni Boccaccio). Alcuni suoi ritratti di reali inglesi, come Enrico, Duca di Gloucester e Giacomo, duca di York, fanno supporre che l'artista abbia lavorato in Inghilterra dopo la Restaurazione, ma non ci sono prove di tal fatto. La tavola più grande da lui realizzata, è il ritratto di Giovanni Maurizio di Nassau, detto L'Americano. Tra i ritratti femminili eseguiti, vi è quello di Anna Maria van Schurman, incisione da un dipinto monocromo di Cornelis Janssens van Ceulen.
Il suo stile è così simile a quello del padre, da rendere difficile l'attribuzione delle opere all'uno o all'altro artista.
Era solito firmare le sue opere con il monogramma C.v.D..